# Atarba (Atarba) dinematophora
Atarba (Atarba) dinematophora is een tweevleugelige uit de familie steltmuggen (Limoniidae). De soort komt voor in het Neotropisch gebied.